# Nootropika
Nootropika (singular: nootropikum) eller nootropa medel avser medel som påstås öka användarens mentala förmågor i något avseende.
Ordet nootrop kommer av grekiska noos (νόος) "sinne" eller "tänkande" och tropein (tropḗ) "leda".
Exempel på medel som kallas nootropa är piracetam och centralstimulantia som amfetamin och metylfenidat.